# Storström
För andra betydelser, se Storström (olika betydelser).
Storström är en by vid Storströms gård på södra Ljusterö i Stockholms skärgård. Den gränsar till Hummelmora, Marum, och Kårboda. Marken ingick tidigare i Marums gård, då med namnet Ström..

## Historia
Stockholmsköpmannen Hans Lenman förvärvade Marums lantbruksfastighet, vari ingick Storström, då kallad Ström, på 1730-talet. Den 30 december 1870 såldes Ström av Marums dåvarande ägare Claes Elmén till fru Elise Montelius.
Den nuvarande manbyggnaden uppfördes på 1870-talet och samtidigt en arrendatorsbostad. Ekonomibyggnaderna uppfördes följande år: magasin omkring 1900, ladugård 1927, övriga byggnader är äldre. 1896 köpte Clara Liljefors gården av J. O. Berggren. 
På 1930-talet hölls tre hästar, 15 nötkreatur, 100 höns.
Gården arrenderades 1933-1938 av G. Frölin (1902-) av dåvarande ägaren grosshandlare Erhard Carlsson, Djursholm,  vilken under 1940-talet sålde gården till Elisabet Thulin från Eskilstuna.